# Документ 12-571-3570
Документ 12-571-3570 (изворно Document 12-571-3570; насловљен као NASA No. 12 571-3570 или NASA publication 14-307-1792) је лажни документ који је првобитно објављен, 28. новембра 1989. године, на Usenet дискусионој групи alt.sex. Према овом документу, астронаути спејс шатла у мисији  STS-75 извели су различите сексуалне радње како би утврдили који су положаји најефикаснији при бестежинском стању. У документу се даље наводи да је од десет тестираних позиција, шест захтевало употребу појаса и тунела на надувавање, док су четири била условљена држањем. У документу се такође говори о видео запису десет једносатних сесија у доњој палуби шатла и напомиње да су субјекти додали своје личне фусноте како би помогли научницима.
Права мисија STS-75 реализована је 1996. године — седам година након што је текст објављен — што јасно указује да је документ обмана. Без обзира на то, многи људи су били обманути овим документом и NASA је морала да га разоткрије у неколико наврата. У марту 2000. године, директор медијских услуга NASA-е Брајан Велч назвао је документ „прилично познатом урбаном легендом”.
Овај измишљени документ поново је открио и широко објавио астроном и научни писац Пјер Колер, који га је користио као главни извор о сексуалним експериментима у свемиру у својој књизи The Final Mission из 2000. године. Кохлер је у својој књизи признао да су астронаути неми на тему људског секса у орбити, чак и ако су спровели истраживање репродукције јужноафричких жаба и јапанских риба.